# Peine de mort en Grèce
La peine capitale dans la Grèce moderne, est exécutée par la guillotine (jusqu'en 1913) ou par un peloton d'exécution. Elle est appliquée pour la dernière fois en 1972 et la peine de mort est abolie, par étapes entre 1975 et 2005.

## Histoire
Pendant la guerre d'indépendance grecque, les exécutions étaient effectuées par peloton d'exécution, bien que lorsque la monarchie a introduit le code pénal, en 1834, la décapitation par guillotine est devenue le seul mode d'exécution.
En 1847, les difficultés à rendre la guillotine disponible pour chaque exécution conduisent le gouvernement à créer le peloton d'exécution comme mode alternatif d'exécution. Les deux méthodes seront utilisées jusqu'à ce que le peloton d'exécution soit établi comme seul moyen d'exécution, en 1929. La dernière exécution par guillotine a lieu en 1913. Plus de 3 000 exécutions ont eu lieu entre 1946 et 1949 pendant la guerre civile grecque.
La dernière exécution a lieu le 25 août 1972, lorsque Vassilis Lymberis, 27 ans, est abattu par un peloton d'exécution pour le meurtre de sa femme, de sa belle-mère et de ses deux enfants (il les a brûlés vifs à l'intérieur de leur maison) sur l'île de Crète.
La peine capitale est abolie pour les crimes en temps de paix, autres que la haute trahison en temps de guerre, par l'article 7 de la Constitution de 1975. Auparavant, trois officiers ont été condamnés à mort lors des procès de la junte grecque, mais ces peines ont été commuées en emprisonnement à vie par le gouvernement Karamanlís.
En 1997, la Grèce ratifie le deuxième protocole facultatif au Pacte international relatif aux droits civils et politiques, visant à abolir la peine de mort ; toutefois, une réserve est formulée, permettant le recours à la peine de mort pour les crimes les plus graves, c'est-à-dire la haute trahison, commis en temps de guerre. Le protocole n° 6 à la Convention européenne des droits de l'homme (CEDH), qui prévoit l'abolition de la peine de mort en temps de paix, est ratifié en 1998.
La Grèce abolit la peine de mort, pour tous les crimes, en 2004. En 2005, la Grèce ratifie le Protocole n° 13 de la CEDH, concernant l'abolition de la peine de mort en toutes circonstances.
En 2013, le parti Aube dorée réclame le rétablissement de la peine de mort pour les migrants condamnés pour des crimes violents.

### Source de la traduction
- (en) Cet article est partiellement ou en totalité issu de l’article de Wikipédia en anglais intitulé « Capital punishment in Greece » (voir la liste des auteurs).